# Metanephrops japonicus
Metanephrops japonicus е вид ракообразно от семейство Омари (Nephropidae).

## Разпространение
Видът е разпространен в Япония (Кюшу, Хоншу и Шикоку).